# Paul (concelho de Cabo Verde)
Nota linguística: A grafia Paúl é bastante frequente, mas está, no entanto errada (cf. Portal da Língua Portuguesa). As palavras agudas terminadas em -ul, tais como Raul, não carecem de acento gráfico..
| Paul Concelho do Paul                 |                          |
| \| \| \| \| (Bandeira) \| (Brasão) \| |                          |
| Localização de Paul                   |                          |
| Gentílico                             | paulense                 |
| Ilha                                  | Santo Antão              |
| Sede                                  | Vila das Pombas          |
| Freguesias                            | Santo António das Pombas |
| Área                                  | 54,26 km²                |
| População                             | 6997                     |
| Dia do Município                      | 13 de junho              |
| Cód. CGN-CV                           | 12                       |
| Cód. ISO                              | CV-PA                    |
| Bandeira de Paul                      | Brasão de Paul           |
| (Bandeira)                            | (Brasão)                 |

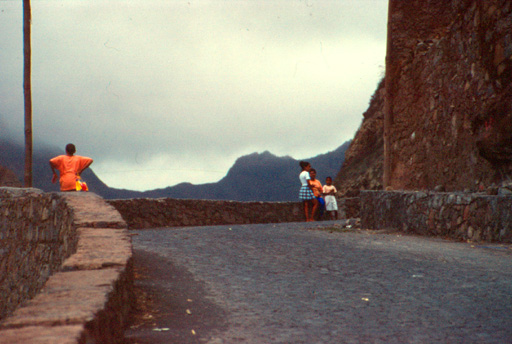
Paul.

O Concelho do Paul é um concelho situado no extremo nordeste da ilha de Santo Antão, em Cabo Verde. Corresponde às bacias hidrográficas das ribeiras do Paul, Janela e Penedo.
Paul e o concelho da Ribeira Grande somados representam apenas um terço da área da ilha, mas respondem por cerca de dois terços da sua população.
O município do Paul é governado pelo Movimento para a Democracia (MpD).
O Dia do Município é 13 de junho, data que coincide com a celebração de Santo António.

## Freguesias
O concelho tem apenas uma freguesia, Santo António das Pombas.

## História
Criado em abril de 1867, o Concelho do Paul é uma das divisões administrativas mais antigas de Cabo Verde. Nos fins do século XIX, foi fundido com o antigo Concelho da Ribeira Grande, passando os dois a constituir o Concelho de Santo Antão. Este por sua vez foi subdividido em 1971, criando os concelhos da Ribeira Grande, Paul e Porto Novo.

## Pedra do Letreiro
Na localidade de Ribeira de Penedo, Janela, encontra-se a Pedra do Letreiro (também conhecida por Pedra Scrivida ou Pedra Scribida), cujas inscrições têm dividido os especialistas quanto à origem e significado.

## Demografia
| População de Paul (concelho de Cabo Verde) (1940–2010) | População de Paul (concelho de Cabo Verde) (1940–2010) | População de Paul (concelho de Cabo Verde) (1940–2010) | População de Paul (concelho de Cabo Verde) (1940–2010) | População de Paul (concelho de Cabo Verde) (1940–2010) | População de Paul (concelho de Cabo Verde) (1940–2010) | População de Paul (concelho de Cabo Verde) (1940–2010) | População de Paul (concelho de Cabo Verde) (1940–2010) |
| ------------------------------------------------------ | ------------------------------------------------------ | ------------------------------------------------------ | ------------------------------------------------------ | ------------------------------------------------------ | ------------------------------------------------------ | ------------------------------------------------------ | ------------------------------------------------------ |
| 1940                                                   | 1950                                                   | 1960                                                   | 1970                                                   | 1980                                                   | 1990                                                   | 2000                                                   | 2010                                                   |
| 5845                                                   | 5370                                                   | 6024                                                   | 8000                                                   | 7983                                                   | 8121                                                   | 8385                                                   | 6997                                                   |

## Municípios geminados
- Almodôvar, Portugal
- Benavente, Portugal
- Sernancelhe, Portugal
- Gavião, Portugal (Junho de 2006)